# Rheda
Rheda ist ein Ortsteil der Stadt Rheda-Wiedenbrück im nordrhein-westfälischen Kreis Gütersloh.

## Geschichte
Rheda wurde frühestens im Jahre 1085, spätestens 1088 erstmals urkundlich erwähnt. Seit ihrer Ersterwähnung war die Burg bzw. das spätere Schloss Rheda der Mittelpunkt der Herrschaft Rheda bis zu deren Auflösung im Jahre 1808. Von 1808 bis 1813 war die Stadt Rheda Sitz einer Mairie (Bürgermeisterei) im Kanton Rheda des napoleonischen Satellitenstaats Großherzogtum Berg. Neben der Stadt Rheda gehörten auch die Bauerschaften Nordrheda und Ems zur Bürgermeisterei. Nach dem Ende der Franzosenzeit kam die Bürgermeisterei mitsamt der Stadt 1816 zum neuen Kreis Wiedenbrück. Im Kreis Wiedenbrück wurde 1843 aus der Bürgermeisterei Rheda das Amt Rheda. Die Stadt Rheda erhielt 1862 die Westfälische Städteordnung von 1856 und war seitdem amtsfrei.
Durch das Gesetz zur Neugliederung des Kreises Wiedenbrück und von Teilen des Kreises Bielefeld wurde die Stadt Rheda am 1. Januar 1970 mit der Stadt Wiedenbrück sowie den Gemeinden Nordrheda-Ems, St. Vit, Batenhorst und Lintel zur neuen Stadt Rheda-Wiedenbrück zusammengeschlossen.

## Bauwerke

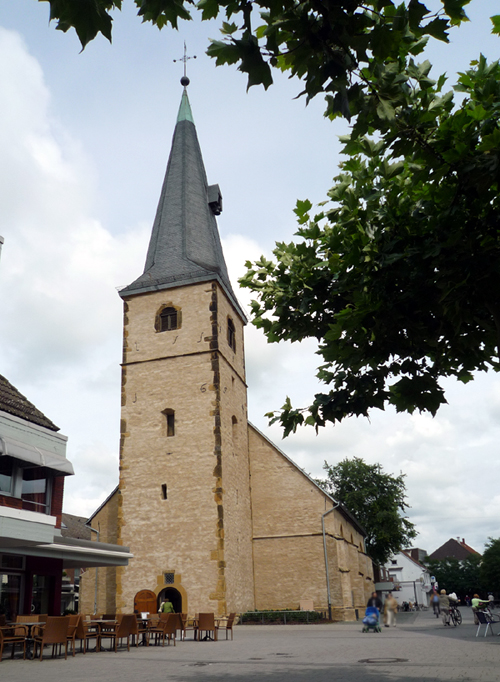
Evangelische Stadtkirche Rheda

- Ev. Stadtkirche. Es handelt sich um eine kleine dreischiffige Hallenkirche, die durch Erweiterung einer älteren Heiligblutkapelle entstanden ist. Sie wurde ab 1611 in gotisierenden Formen errichtet. Der Westturm ist 1654 bezeichnet. Zur Ausstattung gehören zwei Epitaphien. Das bedeutendere der beiden wurde für den Drosten Friedrich von Twickel († 1629) vielleicht von Adam Stenelt  aus Osnabrück geschaffen. Das achteckige Taufbecken, bezeichnet 1567, wurde bei der 1970/71 durchgeführten Innenrenovierung entdeckt. Reste des alten Kirchengestühls von 1623 (und aus späterer Zeit) befinden sich seit der letzten Kirchenrenovierung unter der Fürstenempore. Letztere entstand Anfang des 18. Jahrhunderts. Am Außenbau sind mehrere, ehemals auf dem Fußboden der Kirche befindliche Grabplatten angebracht, darunter die der Gräfin Sophia zu Bentheim-Tecklenburg († 1691) und die des Drosten Johannes von Bistram († 1685). Die Rhedaer Stadtkirche gilt als eine der frühesten protestantischen Kirchenbauten Westfalens.

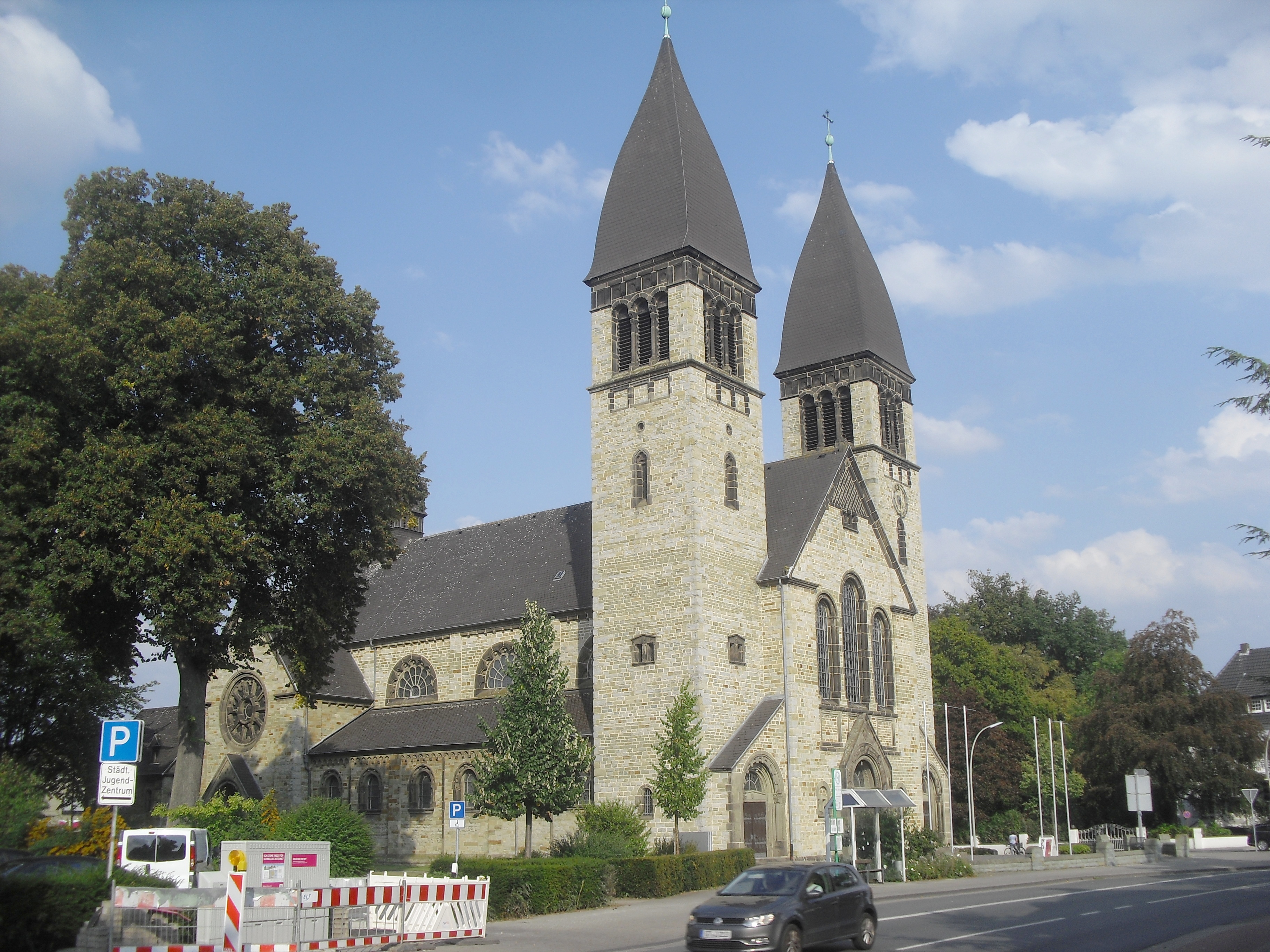
St. Clemens

- Kath. Pfarrkirche St. Clemens. St. ClemensDer neuromanische Bau mit zwei Fronttürmen wurde 1910 von Ludwig Becker errichtet. Die mächtige, in Anlehnung an  barocke Vorbilder gestaltete Orgel wurde 1984 durch die Firma Fischer + Krämer aus Endingen erbaut, da das alte Instrument als unzureichend angesehen wurde. Die alte Orgel wurde vermutlich noch vor 1677 durch Hinrich Klausing aus Herford für die Franziskanerkirche in Wiedenbrück geschaffen. 1851/52 wurde sie von der katholischen Kirchengemeinde Rheda angekauft und 1886 umgebaut. Dabei kam es zu einer Verbreiterung des Prospekts. 1911 wurde sie in die neue Pfarrkirche St. Clemens überführt. 1960 erfolgte eine Erweiterung und Restaurierung durch F. W. Stegerhoff, Paderborn. Beim Bau der neuen Orgel wurde das alte Hauptgehäuse restauriert und blieb als Rückpositiv erhalten.

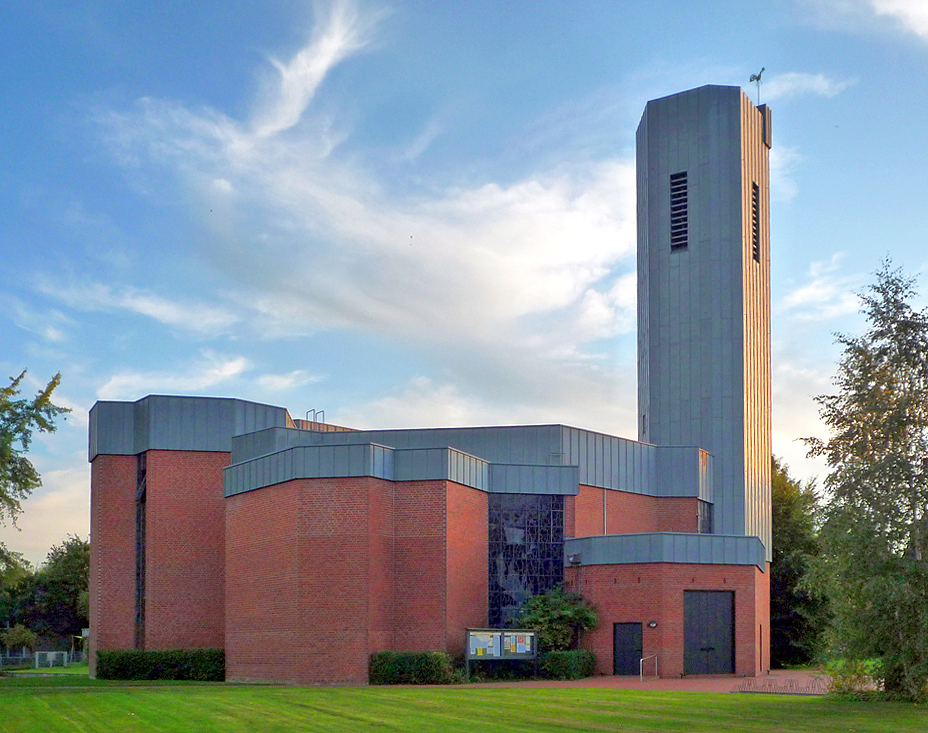
Pfarrkirche St. Johannes Baptist

- Kath. Pfarrkirche St. Johannes Baptist. Pfarrkirche St. Johannes Baptist Moderner Kirchbau des Kölner Architekten Prof. Gottfried Böhm, gebaut 1964–1966, Weihe am 1. Oktober 1966 durch den Paderborner Erzbischof Lorenz Kardinal Jaeger. Polygonaler Gemeinderaum mit sechs umgebenden polygonalen Seitenräumen, Ziegelmauerwerk, Glockenturm. Aufgrund von seit Anfang an bestehender Bauschäden (seitlich eindringendes Regenwasser) 1986 außen mit Titanzinkblechen verkleidet. Ausstattung: Triumphkreuz aus Mooreiche mit Bronze und Bergkristall des Wiedenbrücker Künstlers Hubert Hartmann; Kreuzwegstationen desselben Künstlers; spätgotische Madonnenstatue, süddeutsch; Johannes der Täufer, Skulptur des Künstlers Bernward Erlenkötter im Heiligenhäuschen auf dem Kirchplatz; Orgel der Fa. Speith, Rietberg, von 1967.
- Schloss. Wasserburg auf künstlich aufgeworfenem Hügel (Motte).
- Sogenanntes Fürstliches Witwenpalais, Steinweg 2. Der Massivbau mit Mittelrisalit, rustizierten Pilastern und vorgelagerter Freitreppe wurde ursprünglich 1766 als Wohnhaus der Brüder Girke errichtet.
- Altes Amtsgericht, Berliner Straße 22. Der Putzbau von 1749 mit Mansarddach und Freitreppe wurde nach langer Bauunterbrechung erst um 1796 fertiggestellt. Im hinteren Teil des Grundstückes befinden sich zwei symmetrisch angeordnete Fachwerknebengebäude.

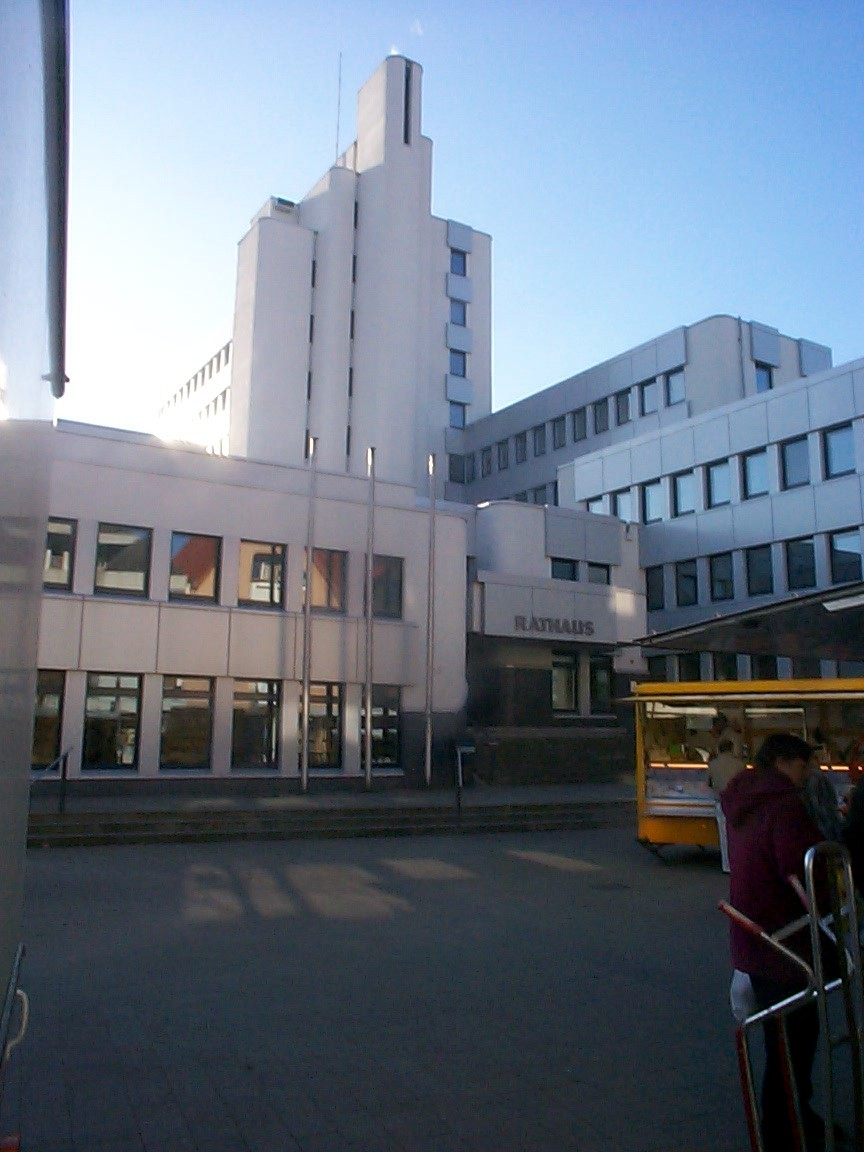
Rathaus Rheda

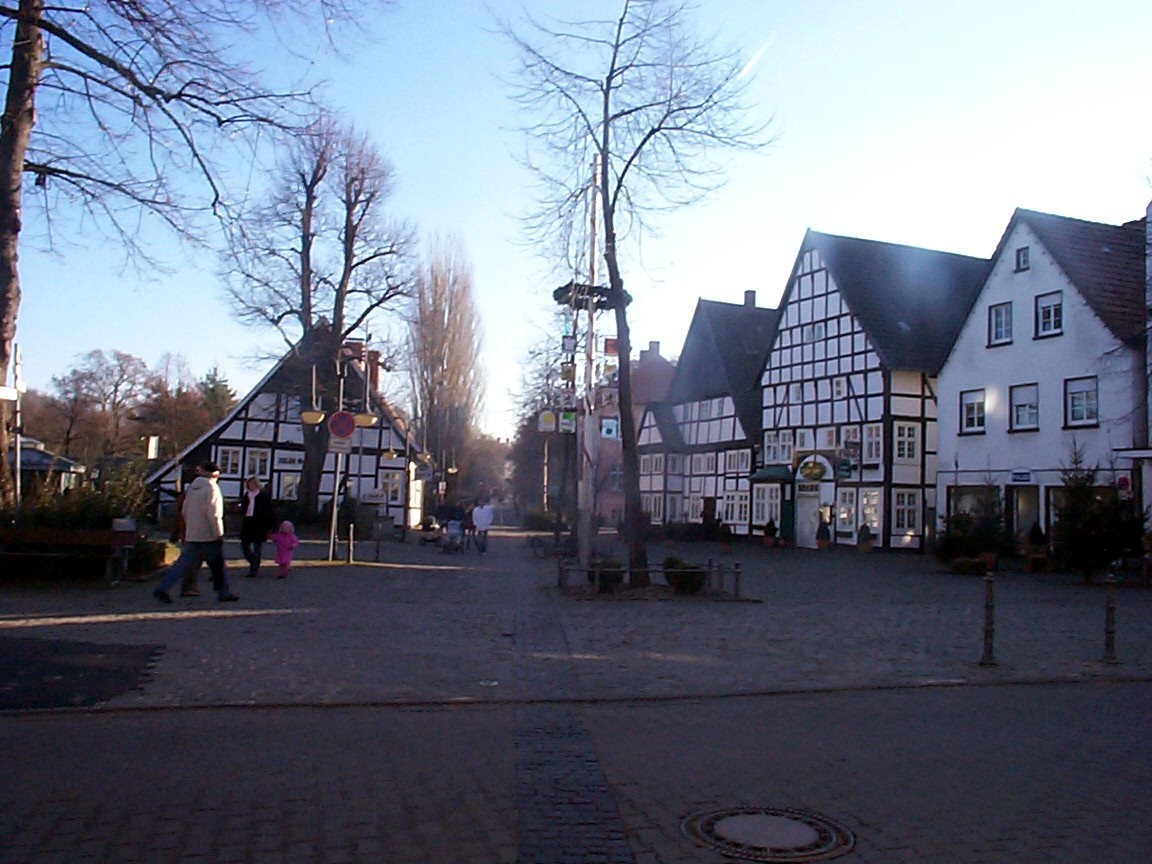
Fachwerkhäuser am Doktorplatz

- Wohnbauten. Große Teile der Altstadt fielen in den 1970er Jahren der Stadtsanierung zum Opfer. Betroffen war vor allem die nähere Umgebung der Stadtkirche mit dem früheren Gänsemarkt (später Wilhelmsplatz, jetzt Rathausplatz). Etliche Bauten mussten 1972 dem nach Plänen von Harald Deilmann erstellten Rathausneubau weichen, der Dimensionen der kleinteilig bebauten Innenstadt vollkommen sprengte. Abgerissen wurde auch das alte Rathaus, einstmals Wohnhaus der Familie Fontaine, welches Wilhelm Fontaine 1855 der Stadt Rheda stiftete. Mit Lange Straße 25 (heute: Berliner Straße) von 1708 verschwand eines der schönsten Wohnhäuser des historischen Stadtkerns. Es wurde 1969 abgetragen und erst von 2007 bis 2010 im LWL-Freilichtmuseum Detmold wieder aufgebaut (Translozierung). In den Nebenstraßen blieb jedoch bis heute eine Reihe bescheidener Fachwerkgiebelhäuser des 16.–19. Jh. erhalten, so u. a. in der Kleinen Straße und in der Moosstraße. Ein besonders ansehnliches Straßenbild mit einfachen zweigeschossigen Dielenhäusern bietet die Straße Am Großen Wall. An Einzelbauten sind hervorzuheben:
  - Berliner Straße 19 (Hotel am Doktorplatz). Das ehemalige Witwenhaus der Dorothea Susanna Wilmans geb. Schwenger, dessen Giebeldreieck über Knaggen  mehrfach vorkragt, ist 1732 bezeichnet. Die verputzten Gefache sind mit einer Ziegel imitierenden Bemalung versehen.
  - Doktorplatz 5 (Gaststätte „Münze“). Der eingeschossige Fachwerkbau mit seitlichem Anbau wurde 1604 als erstes Apothekerhaus des Ortes erbaut. Er wurde 1875 unter Verwendung von Balken der ehemals im Orangeriegarten befindlichen Alten Münze durchgreifend erneuert.
  - Doktorplatz 6 (Gaststätte Neuhaus). Das große Fachwerkgiebelhaus wurde 1716 für den Kaufmann Andreas Wilmans errichtet. Das über der ehemaligen Diele befindliche Speichergeschoss wurde wohl erst nachträglich aufgesetzt. Im Gegensatz zu den übrigen, ausgesprochen schlichten Fachwerkhäusern der Innenstadt verfügt es über einen reich beschnitzten Torbalken mit Wappen.
  - Großer Wall 44. Durchgangsdeelenhaus von 1644.
  - Großer Wall 68 (ehem. Bäckerei Heiringhoff). Der um 1565 entstandene Vierständerbau ist einer der ältesten erhaltenen Fachwerkbauten in Rheda. Er wurde 2012–2013 saniert und in ein Mehrgenerationenhaus umgewandelt.
  - Hoppenstraße 10. Fachwerkgiebelhaus des 16. Jh. Das große Dielentor wurde vor einigen Jahren wiederhergestellt.
  - Kleine Straße 3, erbaut 1619.
  - Kleine Straße 8/10, Traufen-Doppelhaus, um 1550–1600.
  - Kleine Straße 9, 1620 errichtet.
  - Nadelstraße 2. Das ehemalige Pastorat ist 1732 bezeichnet.

- Domhof, ehemals Sitz des gräflichen Stadt- und Landrichters, Am Domhof 1. Stattlicher Vierständer-Fachwerkbau mit Diele, errichtet 1616 durch Eberhard Huck. Die alte Raumaufteilung ist weitgehend erhalten. Beachtenswert ist der Saal mit bemalter Holzbalkendecke im Stil der so genannten „Lipperenaissance“ von 1663. In den Jahren 1986–1988 wurde das ursprünglich zum Abriss vorgesehene Gebäude umfassend restauriert.
- Drostenhof, Berliner Straße 52 (Kunsthaus Artes). Von der Hofanlage ist lediglich das Wohnhaus überkommen. Es liegt heute eingezwängt zwischen Neubauten und einem Parkdeck etwas abseits der Berliner Straße. Der verputzte Bruchsteinbau mit Walmdach und großem Einfahrtsportal ist durch Maueranker am Außenbau 1607 bezeichnet. Bauherr war Friedrich von Twickel, der Stellvertreter des Landesherrn. 1721 wurde das Gebäude durch J. Jörgens umgebaut. Auf diesen Umbau dürfte die gartenseitige Freitreppe zurückgehen. Im Inneren blieb eine barocke Balustertreppe erhalten.
- Auf dem evangelischen Friedhof liegt das Mausoleum der Fürsten zu Bentheim-Tecklenburg, das nach 1830 in klassizistischen Formen erbaut wurde. 1859 wurde durch H. Kaupisch ein Umbau durchgeführt.
- Gedenkstein für die ehemalige Synagoge am Steinweg
- Gedenkstein am Ort der früheren Raemmelkenbrücke nach Oelde
- Naherholungsgebiet Rhedaer Forst

## Parks
Rheda-Wiedenbrück war Austragungsort der nordrhein-westfälischen Landesgartenschau 1988 in den Emsauen links und rechts der Autobahn A 2. Das Gelände, heute als Flora Westfalica bezeichnet, ist als weitläufiger Landschaftspark mit ca. 60 ha Größe im Stadtgebiet erhalten.
In dieser Anlage liegt ein etwa ein Hektar großer Teil des Schlossgartens Rheda. Auf weiteren vier Hektar erstreckt sich der andere Teil des Schlossparks, der zum Teil ebenfalls öffentlich zugänglich ist.
Nordwestlich des Schlossparks in etwa drei Kilometern Entfernung befindet sich der ca. einen Hektar große Garten des Hauses Bosfeld, der nicht öffentlich zugänglich ist.

## Persönlichkeiten
- Moritz Casimir I. von Bentheim-Tecklenburg (1701–1768), reg. Graf von Tecklenburg und Limburg, Herr zu Rheda
- Moritz Casimir II. von Bentheim-Tecklenburg (1735–1805) reg. Graf von Tecklenburg und Limburg, Herr zu Rheda
- Emil Friedrich I. zu Bentheim-Tecklenburg (1765–1837), Landesherr der Grafschaft Limburg und der Herrschaft Rheda, ab 1817 reg. Fürst
- Christoph Ludwig von Hoffmann (1721–1807), Arzt, Gesundheitswesenreformer und Erfinder
- Adolf zu Bentheim-Tecklenburg-Rheda (1804–1874), reg. Graf von Tecklenburg und Limburg, Herr zu Rheda
- Gustav zu Bentheim-Tecklenburg (1849–1909), reg. Graf von Tecklenburg und Limburg, Herr zu Rheda
- Ferdinand Heising (1859–1914), Landrat und Regierungsrat
- Adolf zu Bentheim-Tecklenburg (1889–1967), reg. Graf von Tecklenburg und Limburg, Herr zu Rheda
- Gerhard Heinrich Dieke (1901–1965), US-amerikanischer Physiker niederländischer Herkunft
- Moritz-Casimir zu Bentheim-Tecklenburg (1923–2014), Diplom-Forstwirt und Unternehmer
- Nicolaus zu Bentheim (1925–2020), Grafiker, Maler, Bühnenbildner und Messedesigner
- Michael Lentz (1926–2001), Drehbuchautor und Filmregisseur
- Heinrich Dörner (* 1948), Rechtswissenschaftler und Hochschullehrer
- Bernd Tönnies (1952–1994), Unternehmer und Sportfunktionär
- Clemens Tönnies (* 1956), Unternehmer und Sportfunktionär
- Maximilian zu Bentheim-Tecklenburg (* 1969), Unternehmer und Kunsthistoriker